# Bronis Ropė
Bronis Ropė (nascido em 14 de abril de 1955) é um membro lituano do Parlamento Europeu que representa a União dos Camponeses e Verdes da Lituânia (Verdes - Aliança Livre Europeia). Ele foi eleito pela primeira vez em 2014 e reeleito em 2019.